# Charlotte Delbo
Charlotte Delbo (geboren 10. August 1913; gestorben 1. März 1985; auch Charlotte Dudach) war eine französische Künstlerin und Schriftstellerin. Während der deutschen Besatzungszeit aktiv in der französischen Résistance tätig, wurde sie nach ihrer Verhaftung nach Auschwitz deportiert und war zwei Jahre in Birkenau und Ravensbrück inhaftiert. Nach ihrer Befreiung 1945 verarbeitete sie ihre Erfahrungen als Auschwitz-Überlebende in verschiedenen autobiografischen Erzählungen und Gedichten. Ihr bekanntestes Werk ist Trilogie – Auschwitz et après (auf Deutsch 1990 erstmals erschienen unter dem Titel Trilogie. Auschwitz und danach).

## Leben
Delbo war die Älteste von vier Kindern des Maschinenbauers Charles Delbo und seiner Frau Erménie Morero. Sie wuchs in Vigneux-sur-Seine, unweit von Paris, in einer französischen Mittelklassefamilie auf. Schon früh fühlte sie sich vom Theater und politischen Themen angezogen. Nach ihrem Baccalauréat (Abitur) nahm sie ein Philosophie-Studium an der Sorbonne auf. 1932 trat sie der Jeunesse communiste, der Liga junger französischer Kommunistinnen, bei. 1934 traf sie den Journalisten Georges Dudach, den sie 1936 heiratete.
Während ihres Studiums, Ende der 1930er Jahre, interviewte sie den damals sehr bekannten Schauspieler und Theaterdirektor Louis Jouvet und veröffentlichte das Interview in einer Studentenzeitschrift. Jouvet bot ihr daraufhin eine Stelle als seine Assistentin an. Delbo akzeptierte und brach ihr Studium ab. Als die Wehrmacht 1940 Frankreich besetzte, befand sie sich mit Jouvet in Buenos Aires.
Als Philippe Pétain, Führer des Vichy-Regimes, 1941 spezielle Strafverfahren zur Aburteilung von Mitgliedern der Résistance einsetzte und einer ihrer Freunde, ein junger Architekt namens André Woog, zum Tode verurteilt wurde, kehrte Delbo zurück, um sich der Résistance anzuschließen. Wieder zu Hause, stellte sie fest, dass ihr Mann Georges Dudach bereits aktiv in der Résistance mitarbeitete und als Kurier für den international bekannten Poeten Louis Aragon fungierte. Später schloss sich das Ehepaar der Widerstandsgruppe um den marxistischen Philosophen Georges Politzer an, die aus dem Untergrund unter anderem die Zeitschrift Les Lettres Françaises herausgab. Charlotte Delbo tippte Flugblätter, die sie an verschiedenen Orten verteilte. Zu ihren weiteren Aufgaben gehörte das Mitstenografieren von Sendungen von Radio London oder Radio Moskau für die Partei.
Am 2. März 1942 wurden die meisten Mitglieder dieser Gruppe verhaftet und Dudach, Politzer und die anderen Männer kurz darauf hingerichtet. Dudach wurde am 23. Mai 1942 am Mont Valérien erschossen, nachdem Delbo noch die Gelegenheit erhalten hatte, sich von ihm zu verabschieden. Delbo selber wurde ins Gefängnis von Santé gebracht; von dort wurde sie am 17. August in die Festung von Romainville und eine Woche später nach Fresnes verlegt.
Delbo blieb für den Rest des Jahres in verschiedenen französischen Gefängnissen (unter anderem Santé und Fresnes) inhaftiert, ehe sie mit dem Transport vom 24. Januar 1943 – dem ersten und einzigen größeren Transport von weiblichen politischen Häftlingen aus Frankreich in dieses Lager – zusammen mit 229 weiteren Frauen von Romainville nach Auschwitz-Birkenau deportiert wurde. Der Transport kam am 27. Januar 1943 im Lager an. Von den 230 Frauen überlebten 49. Im Januar 1944 wurde Charlotte Delbo in das Konzentrationslager Ravensbrück deportiert. Im April 1945 evakuierte das schwedische Rote Kreuz unter dem Grafen Folke Bernadotte die Französinnen aus dem Lager und brachte sie nach Malmö. Im Juni 1945 kehrte Charlotte Delbo nach Frankreich zurück.
Als französische Staatsangehörige und Nichtjüdin wurde Delbo als politische Gefangene klassifiziert, eine Kategorie, die ihr im Gegensatz zu ihren Landsleuten jüdischer Abstammung einige Vorteile einbrachte. Auch war sie nicht zum Tode verurteilt worden. So wurde sie sechs Monate später an ein privilegiertes Arbeitskommando in Raisko abkommandiert, ein Nebenlager, das für seine experimentellen Bauernhöfe bekannt war und wo die Lebensbedingungen deutlich besser waren als in Birkenau. 1944 wurde sie nach Ravensbrück deportiert. Am 23. April 1945 konnte sie mit Hilfe des Roten Kreuzes (Rettungsaktion der Weißen Busse) das Lager verlassen. Über die Schweiz und Schweden kehrte sie im Juni 1945 nach Frankreich zurück.
Nach dem Krieg arbeitete sie für die UNO, später für das Französische Zentrum für Wissenschaft. Sie starb im März 1985 an Lungenkrebs.

## Werk
Über ihre Erfahrungen schrieb Delbo später in Le convoi du 24 janvier. Unmittelbar nach ihrer Befreiung verfasste sie Aucun des nous ne reviendra, ein fragmentarisches, zwischen Erzählung und Prosagedicht angesiedeltes Werk, in dem sie „dans la palpitation du présent“ (in der pulsierenden Gegenwart) ein Zeugnis über ihre Lagererfahrung abzulegen versuchte. Es sollten noch zwanzig Jahre vergehen bis zu dessen Veröffentlichung im Rahmen der Trilogie – Auschwitz et après. Der zweite Teil, Une connaissance inutile, erschien 1970, der dritte und letzte Teil, La mesure de nos jours, 1971.

## Werke
- Trilogie. Auschwitz und danach. Übersetzung: Eva Groepler, Elisabeth Thielicke. Nachwort von Ulrike Kolb. Zuerst erschienen bei Stroemfeld / Roter Stern, Frankfurt am Main 1990, als Fischer-Taschenbuch 1993, ISBN 3-596-11086-6.
- Le convoi du 24 janvier. Les Éditions de Minuit. Paris 1965.